# Tôn-Thât Tiêt
Tôn-Thât Tiêt (Hué (Vietnam), 18 d'octubre,e 1933. Va marxar a França el 1958 per continuar els seus estudis musicals al Conservatori de París, on els seus professors van ser Jean Rivier i André Jolivet.
La música de Ton-That Tiêt es caracteritza per aquesta doble filiació oriental i occidental, la seva inspiració prové del pensament xinès i hindú. Més recentment, és la poesia clàssica xinesa la que l'inspira, en particular Li Bai o Wang Wei.
Tôn-Thât Tiêt va compondre la música de les pel·lícules del director vietnamita Trần Anh Hùng: L'Odeur de la papaye verte, Cyclo i À la verticale de l'été,, així com la partitura de dos ballets de Régine Chopinot: Parole de feu i La Danse du temps.
El 2007, va col·laborar amb el conjunt vocal contemporani "Musicatreize", component la música d'un conte musical escrit per Tam Quy, L'arbalète magique, basat en una llegenda vietnamita.